# Listán negro

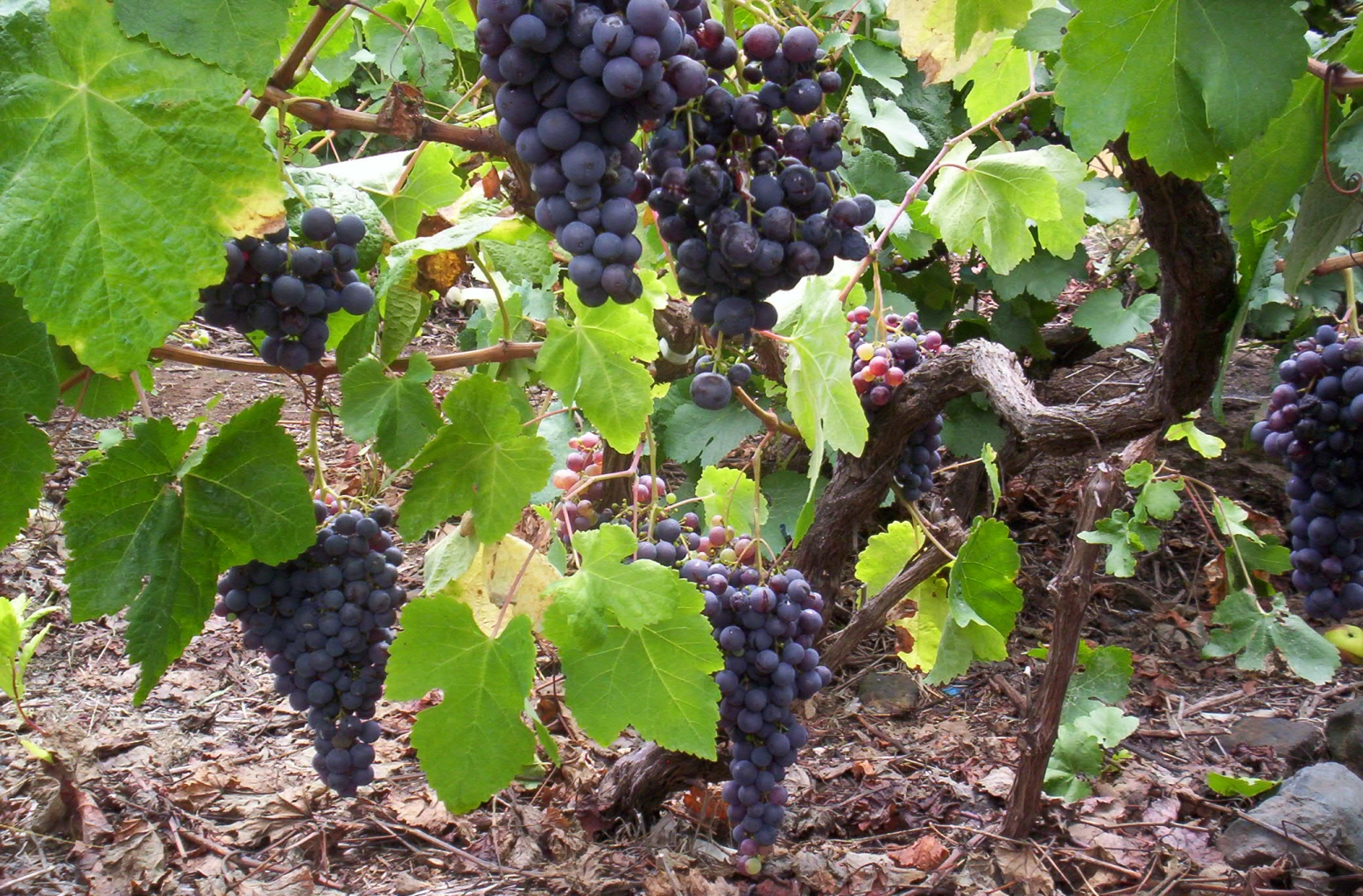
Виноград Listán Negro, що росте на Тенерифе

Listán Negro (не плутати з Listán Prieto) — червоний іспанський винний сорт винограду, який широко висаджується на Канарських островах, особливо на острові Тенерифе, де це дозволений сорт у Denominaciones de Origen (DO) вина Tacoronte-Acentejo, Valle de la Orotava, Ycoden-Daute-Isora та Valle de Güímar. Це також дозволено в іспанських винних регіонах Ель-Ієрро, Гран-Канарія, Ла-Гомера, Ла-Пальма, Лансароте. По всій території Канарських островів цим сортом висаджується понад 5000 га.

## Історія

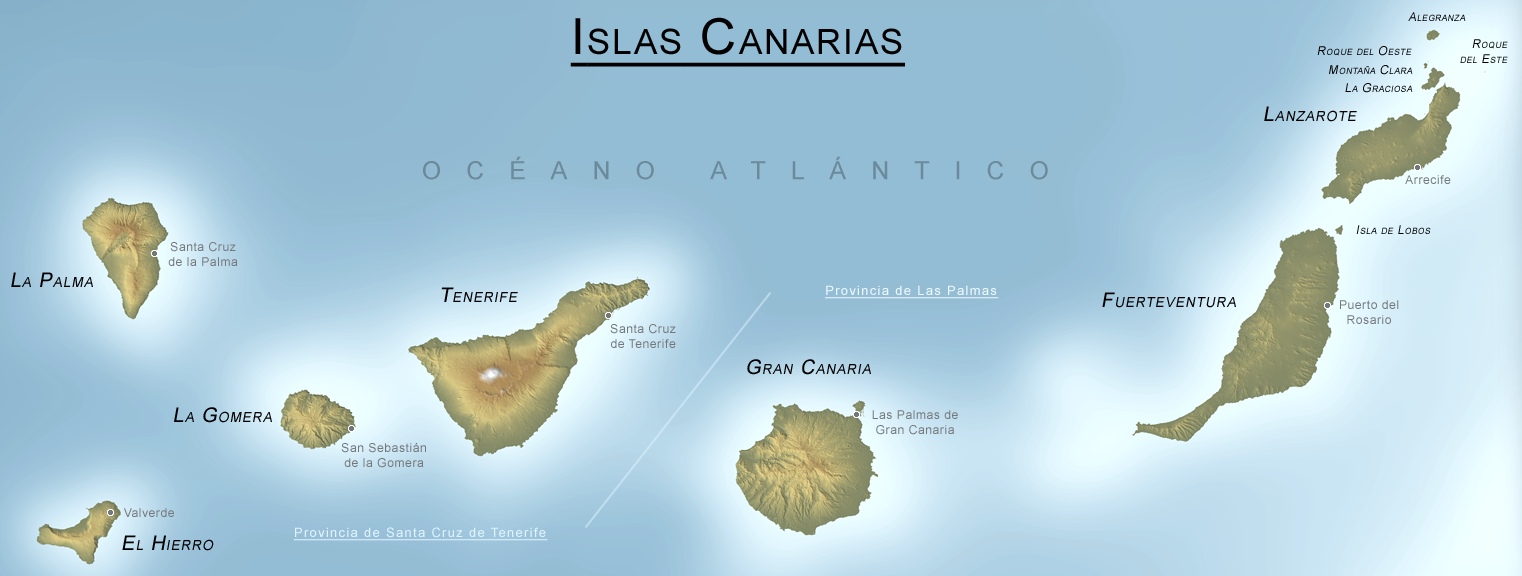
Канарські острови розташовані біля берегів Африки і були важливим пунктом зупинки для суден, що прямували з Іспанії до Нового Світу.

Існує думка, що Listán Negro та Listán Prieto були широко висаджені в регіоні Кастилії протягом XVI століття. Поселенці на Канарські острови привезли з собою виноградну лозу, і врешті-решт сорт пробрався до іспанських колоній в Мексиці та Перу. Звідти виноград поширився по Північній та Південній Америці, де він розвинув клонові варіації.

## Винні стилі та виноробство
Багато виноробів на Канарських островах віддають перевагу використанню вугільної мацерації для отримання м'яких фруктових вин, які можуть бути надзвичайно ароматичними. В останні роки виробники експериментують зі дубовою ферментацією вина. Зазвичай його розглядають як сортове вино в Такаронте-Асентейо, але в інших місцевостях воно часто поєднується — як правило, з неграмоллом (моль Tinta Negra), тинтилою та мальвазією Розада. Деякі виробники на Тенерифе також виготовляють солодке вино з Листану Негру з виноградом, висушеним на сонці.

## Виноградарство

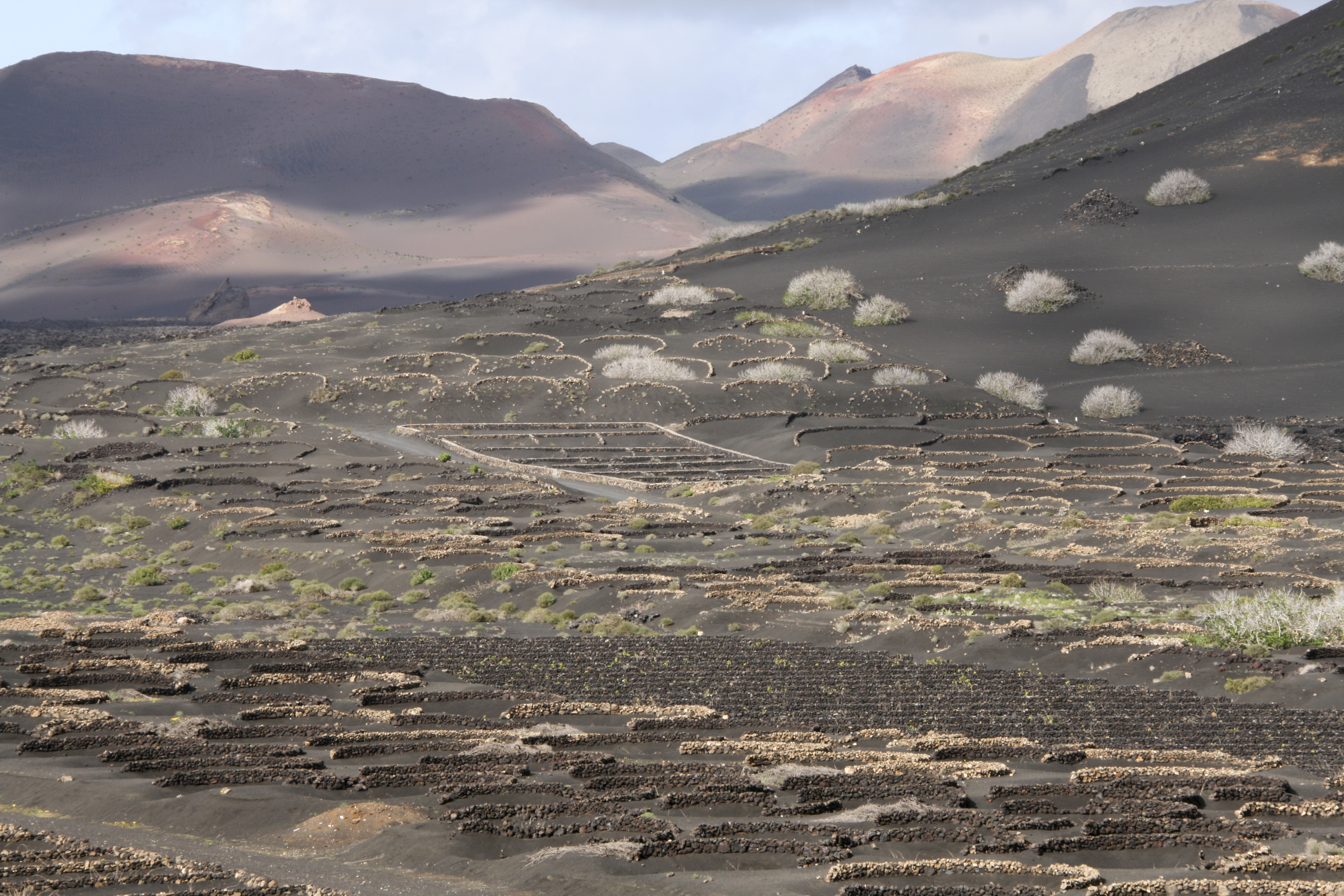
На острові Лансароте виноградні лози Listán Negro висаджені в порожнистих ямах, оточених кам'яними стінами.

На острові Лансароте даний сорт висаджується в порожнистих ямах, вкопаних у вулканічні ґрунти, захищених від сильних атлантичних вітрів кам'яними стінами, спорудженими навколо лози півколом.